# Architecture de la Renaissance allemande

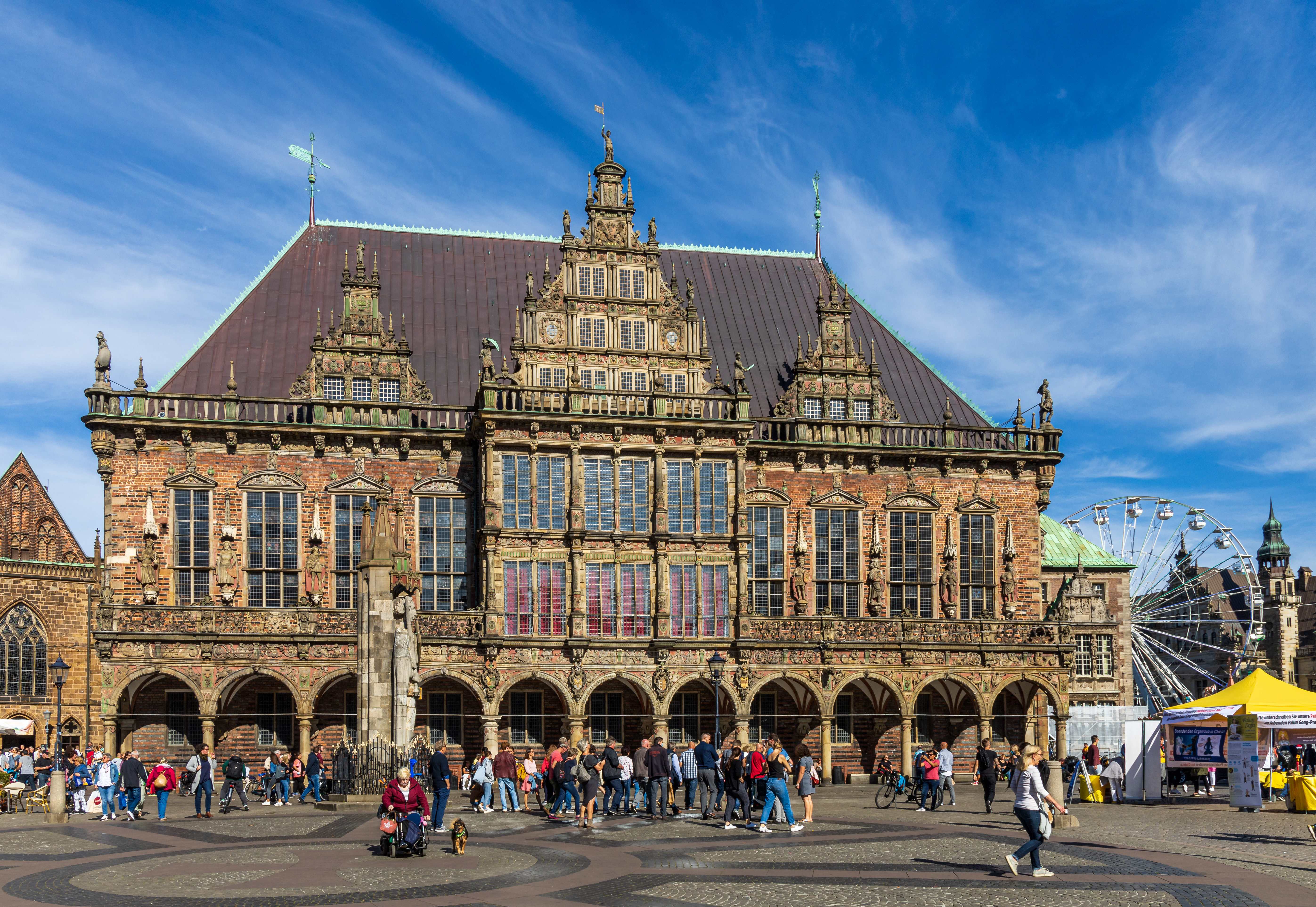
L'hôtel de ville de Brême, dont la façade date du début du XVIIe siècle.

L'architecture de la Renaissance allemande désigne la production architecturale des provinces germaniques (comprenant l'Allemagne, l'Autriche ainsi qu'une partie de la Pologne actuelles) depuis le commencement du XVIe siècle jusqu'à la seconde moitié du XVIIe siècle (ces dates évoluent toutefois selon les régions).

## Contexte
L'Allemagne de la fin du XVe siècle, du XVIe siècle et de la première moitié du XVIIe siècle est un pays assez pauvre et troublé, en proie à la violence des guerres civiles, divisé par la Réforme et menacé par l'Empire Ottoman. Ainsi, ce cadre n'était pas favorable à l'épanouissement des arts et notamment de l'architecture. Les mécènes allemands n'ont pas joué le même rôle qu'en Italie étant donné leur réticence à faire construire dans le goût italien de fastueuses villas ou encore de grandes églises. Ainsi, il fallut du temps aux architectes et surtout aux commanditaires pour accepter ce nouveau style.

## Développement

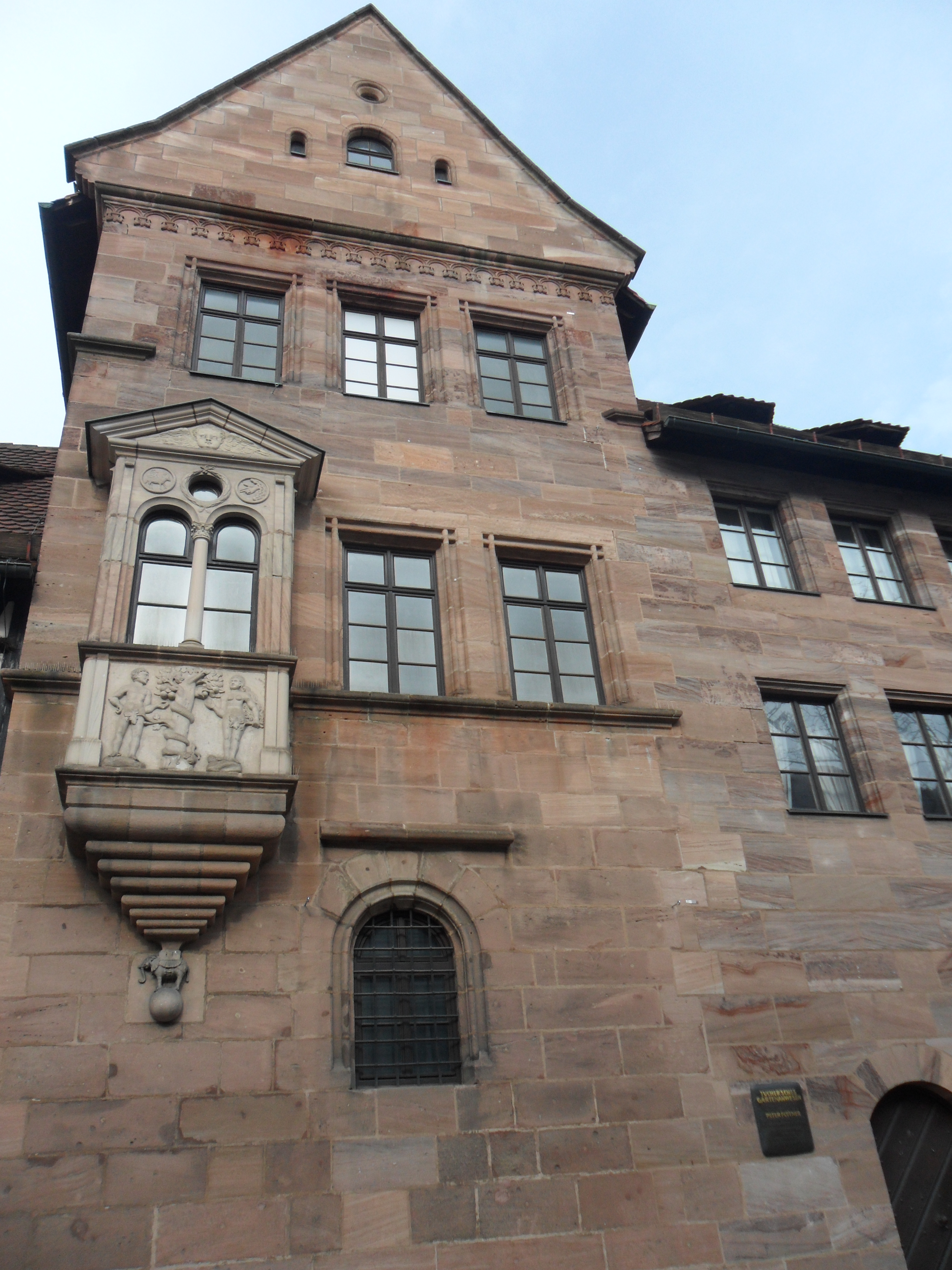
Le Tucherschloss de Nuremberg, construit entre 1533 et 1544.

Les architectes allemands ont fait preuve d'une compréhension assez incomplète de l'esprit de la Renaissance, car en ce métier les traditions sont vivaces et les nouveautés effraient plus qu'elles ne séduisent. Dans le territoire allemand comme dans tous les autres pays d'Europe, les architectes n'ont d'abord fait que plaquer un décor d'inspiration italienne (souvent de l'Italie du Nord) sur un édifice de conception, d'esprit gothique. Ce décor présente souvent une ornementation assez fantaisiste et tributaire du goût local, comme cela a pu se faire en beaucoup d'autres territoires. Cependant la différence avec l'évolution que connut l'architecture de la Renaissance en France par exemple est qu'en Allemagne jamais n'apparurent les compositions sévères, l'adoption plus fine et plus fidèle des ordres architectoniques, l'usage systématique de la symétrie. Pour ainsi dire, il n'y a pas eu de phase classique dans l'architecture de la Renaissance allemande. Toutefois, il existe çà et là des monuments d'inspiration classique, dont un des plus remarquables est le Palais de l'électeur Othon-Henri construit en 1556 au sein du château de Heidelberg et dont il ne reste aujourd'hui que la façade après avoir été ravagé par des bombardements en 1689. Cet exemple est assez unique en Allemagne en ce sens où il assimile totalement l'esprit de la Renaissance architecturalement, et non plus uniquement ornementalement.

Les villes libres (situées principalement au sud et à l'ouest de l'Allemagne) se retrouvent en avance sur le reste de l'Allemagne en matière d'architecture, à l'exemple d'Augsbourg, Francfort ou encore Nuremberg. Elles constituent en effet des places sûres et prospères. Cependant, les créations architecturales y sont plutôt convenues et l'innovation y fut grandement limitée.C'est à Augsbourg que l'influence italienne se fit le plus ressentir, ainsi lorsqu'en 1509 les Fugger y construisent leur chapelle funéraire, c'est tout naturellement qu'elle adopte une composition à l'italienne assez austère. Les traditions locales se sont quant à elles exprimées par les peintures murales appliquées à l'édifice. A Nuremberg, on suit cet exemple sans empressement cependant, et la plupart des maisons construites à cette époque perpétuent l'ordonnancement traditionnel (tel que le Tucherschloss), en y incorporant quelques éléments qui trahissent l'influence italienne. 

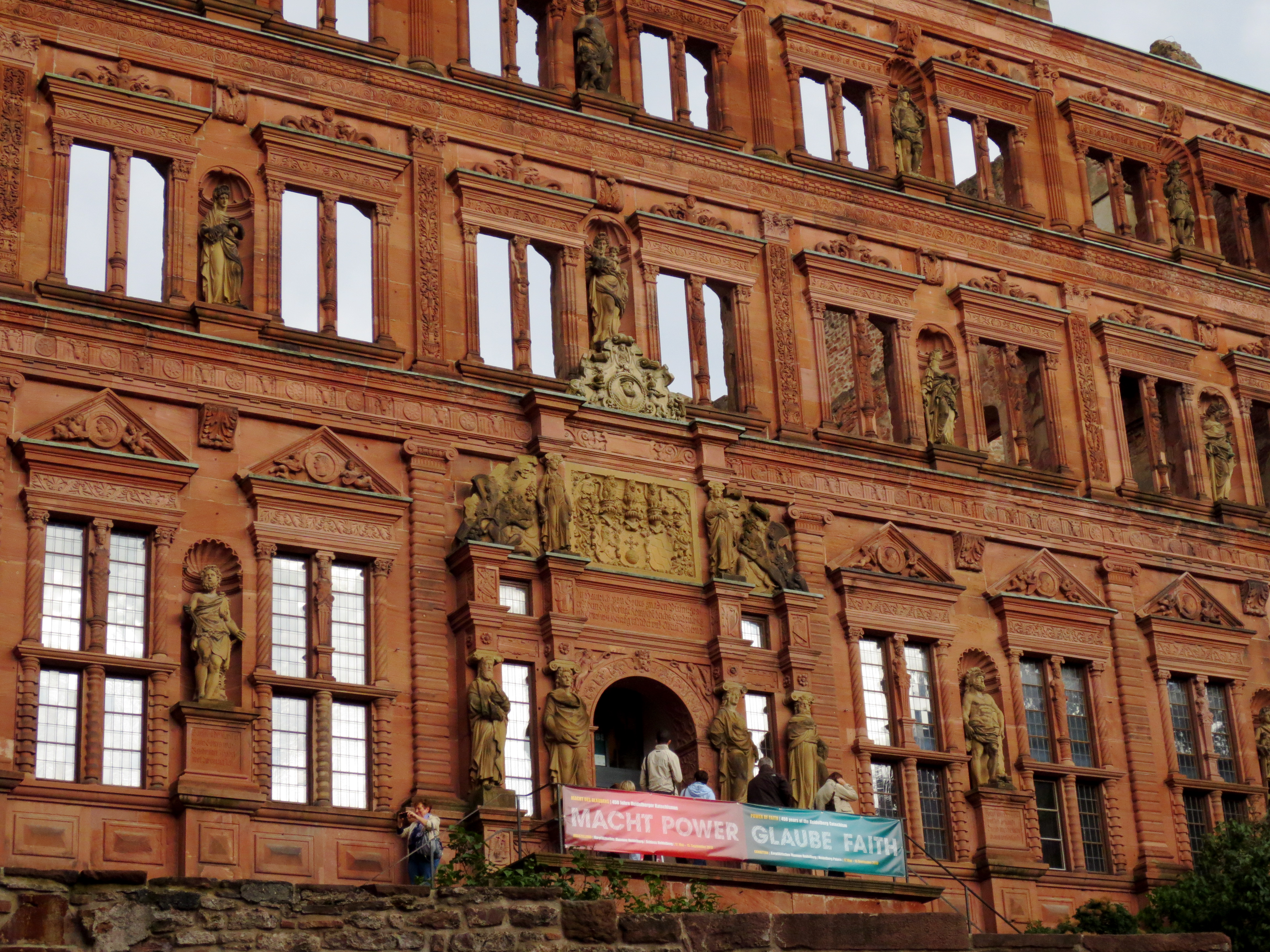
La façade du palais de l'électeur palatin Othon-Henri construit en 1556 et détruit en 1689.

Etonnamment, ce sont des régions assez éloignées de l'Italie qui deviennent des centres artistiques importants au début de la Renaissance allemande, à savoir la Saxe, la Lusace et la Silésie, de culture germano-polonaise. Dresde, en Saxe, devient un moteur important de ce mouvement, et à Torgau dans la même région, est construit le château de Hertenfels, construit dans le nouveau style avec de nombreuses réminiscences gothiques, et dont l'escalier en vis atteint des sommets de finesse dans l'ornementation. En Silésie, c'est sous l'influence milanaise qu'est bâti le château de Brzeg, au décor exubérant. Cependant, c'est bien à l'est (ainsi qu'au nord) que les traditions gothiques restent le plus solidement ancrées chez les constructeurs.

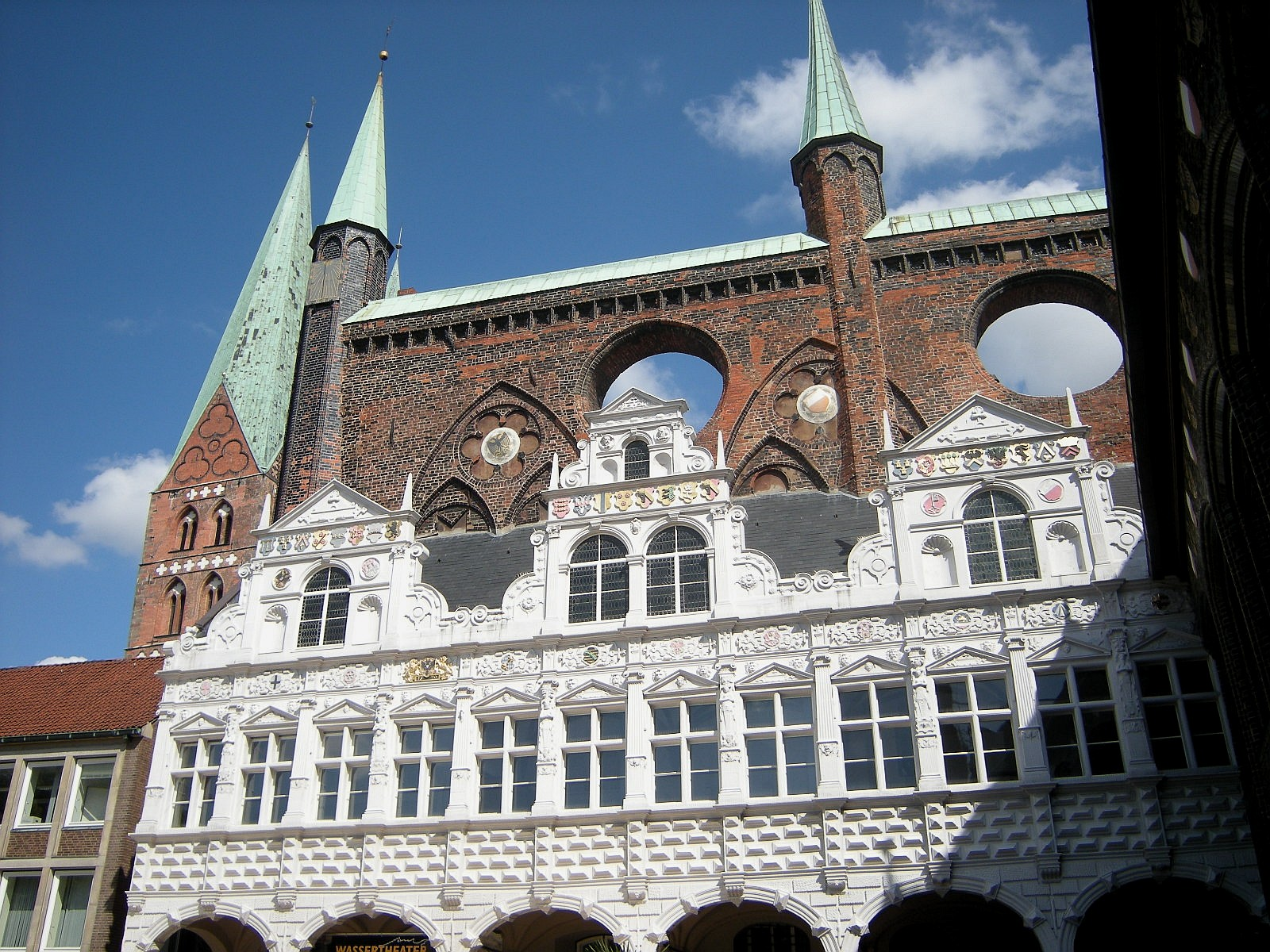
La façade de l'extension de l'hôtel de ville de Lübeck réalisée en 1570.

Lübeck, ville puissante, opta pour le style renaissance lors de la construction de l'extension de son hôtel de ville romano-gothique, achevée en 1570. Cette nouvelle aile se différentie du reste de l'édifice par l'emploi en façade de la pierre (un grès blond, dont la teinte est proche de la pierre calcaire) et non de la brique, omniprésente dans le reste de la ville. La composition tripartite de la façade est toute classique et son ornementation témoigne de l'influence hollandaise et présente des similitudes avec la façade du Palais de l'électeur Othon-Henri réalisée une quinzaine d'années plus tôt.
En Autriche, on se bornera à appeler des architectes italiens au détriment des architectes locaux, solution reprise lorsque le duc Louis de Bavière fit construire à partir de 1536 sa résidence de Landshut. Mais dans les territoires allemands, les architectes indigènes sont privilégiés, et les monuments élevés par ces derniers sont d'une architecture hybride, où se mêlent toutes les influences locales avec les conceptions italiennes.
La fin de la Renaissance allemande survient avec l'arrivée triomphale dans la seconde moitié du XVIIe siècle du baroque, s'épanouissant dans un premier temps à Munich, puis s'étendant rapidement à toute l'Allemagne, pays désormais pacifié et soucieux de rattraper son retard en matière d'architecture.

## Caractéristiques

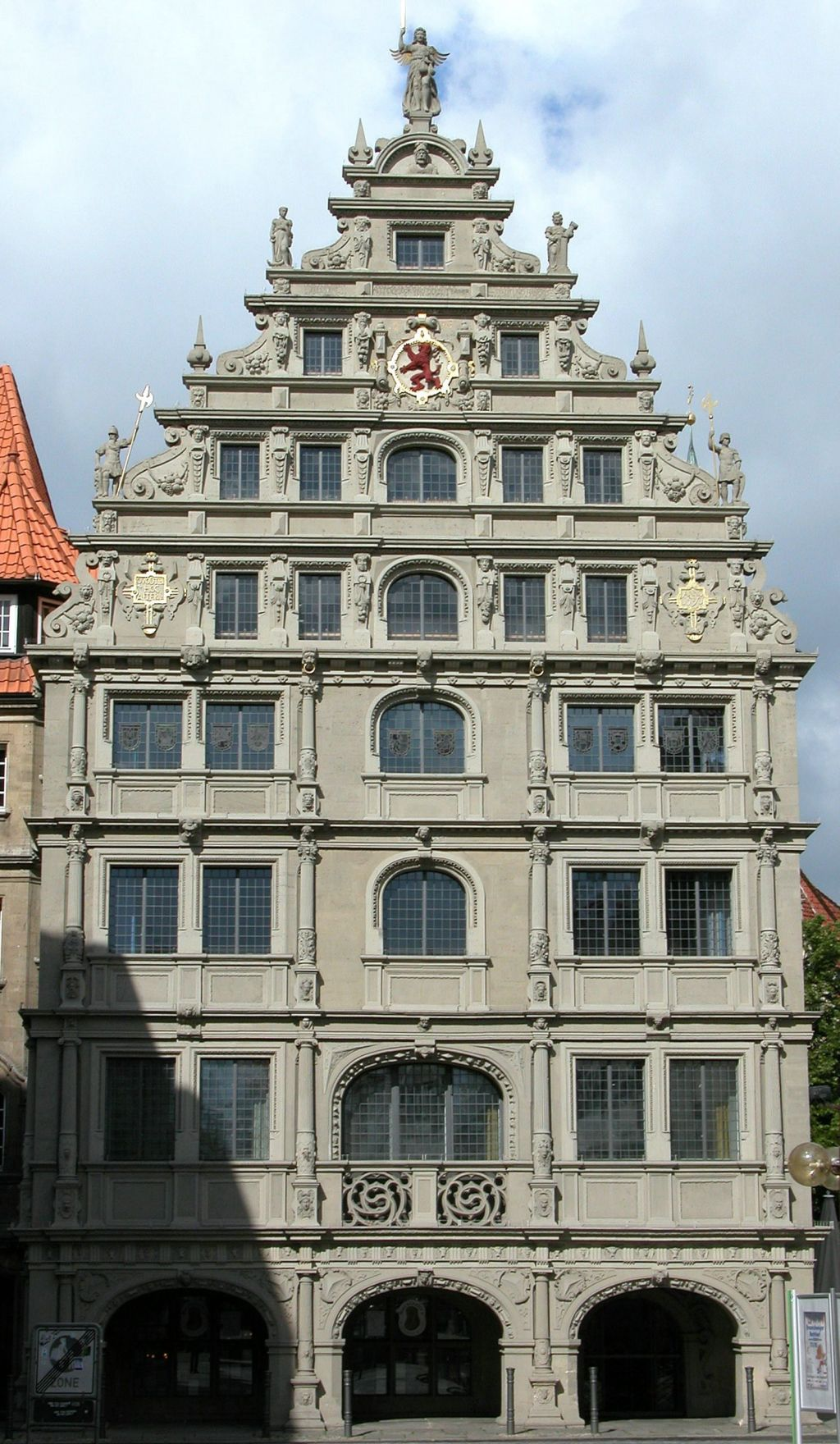
La halle aux draps de Brunswick construite à la fin du XVIe siècle.

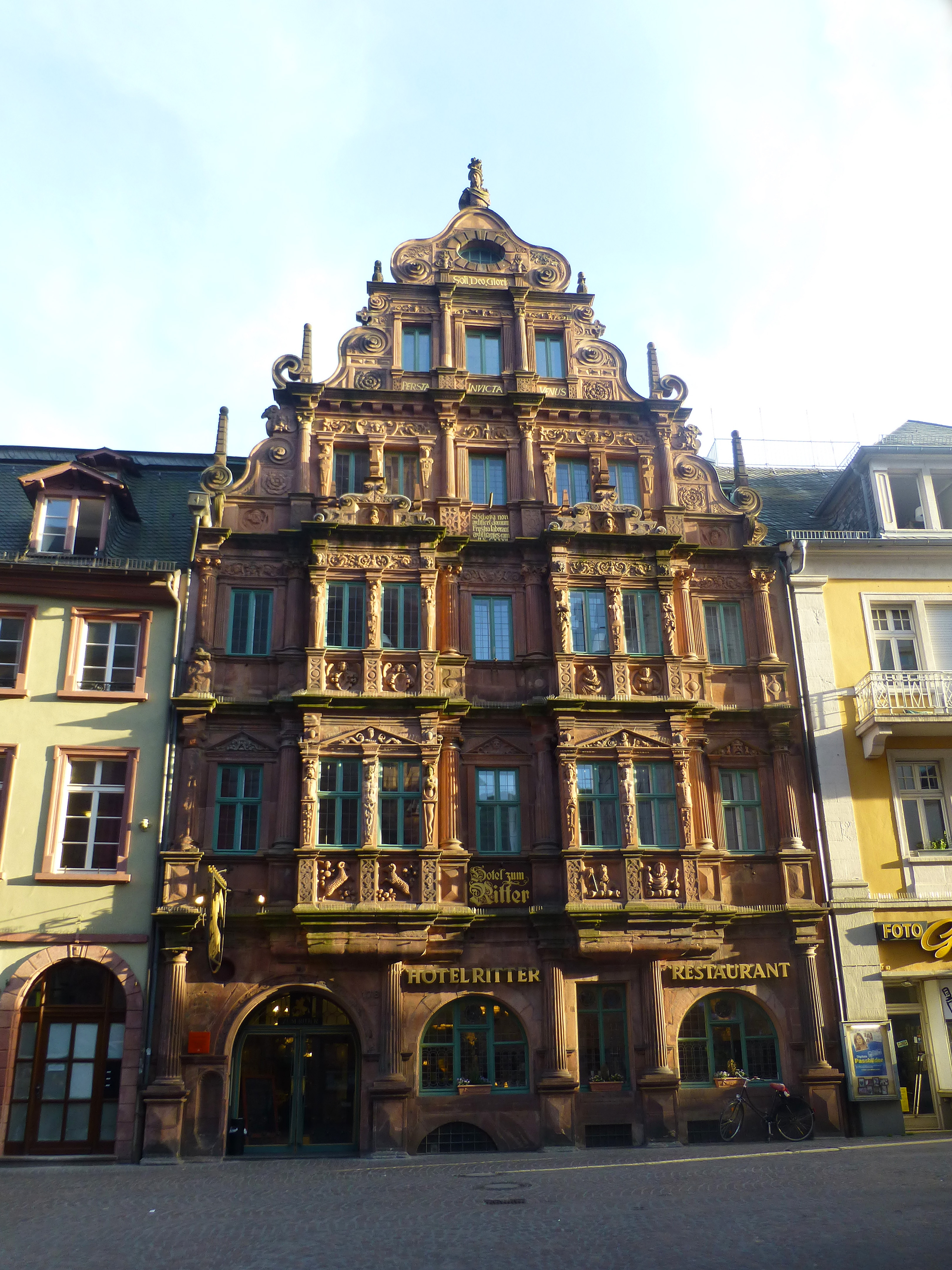
Façade de la maison du chevalier de Saint-Georges à Heidelberg, 1592.

La principale caractéristique de l'architecture de la Renaissance en Allemagne est la persistance du pignon droit ou à gradins médiéval (Giebel) qui évoluera au fil des années vers le pignon à volutes, facilement adaptable aux fantaisies baroques. Ce pignon est souvent couronné d'obélisques, de boules décoratives voire d'un fronton et peut se décomposer en travées formées par plusieurs rangs de colonnes, pilastres ou gaines.
Les façades peuvent être animées par l'emploi d'entablements à ressaut, de petits pignons à arceau, d'un rythme de pilastres ou de colonnes et peuvent également être percées de niches abritant des statues ou un œil-de-bœuf en partie haute. Ces mêmes façades peuvent s'agrémenter d'un décor abondant, tel que des frontons (triangulaires, curvilignes, brisés) abritant au niveau du portail des armoiries sculptées au sein d'un cartouche et supportés par exemple par des colonnes gainées, très fréquemment employées dans la Renaissance allemande. Les fenêtres peuvent être rectangulaires, à meneaux ou non, ou en plein cintre. L'arc déprimé ou en anse de panier peut également être en faveur, à l'image des arcades et de la travée centrale de la halle aux draps de Brunswick (de) construit à la fin du XVIe siècle. Ce même édifice, qui comprend également des fenêtres à meneaux ainsi qu'un monumental pignon à volutes, superpose en façade les ordres classiques sur ses quatre premiers niveaux,. Les rez-de-chaussée à arcades (Lauben) et les oriels (Erker) sont également très fréquents. Un certain air de famille peut être décelé entre les édifices construits à la Renaissance dans les régions du Nord de l'Europe (nord de la France, Pays-Bas, Angleterre, Allemagne, Suède, Pologne, pays baltes), puisque se généralise alors l'emploi d'un appareil polychrome en brique et en pierre tout comme le goût pour les bossages, caractéristiques alliées à l'accent mis sur les lucarnes et les pignons. Un décor exubérant, d'une composition plus gothique qu'italienne, ainsi qu'un compartimentage des façades permet de rattacher beaucoup de ces réalisations au maniérisme international.